# 오다큐선 칼부림 사건

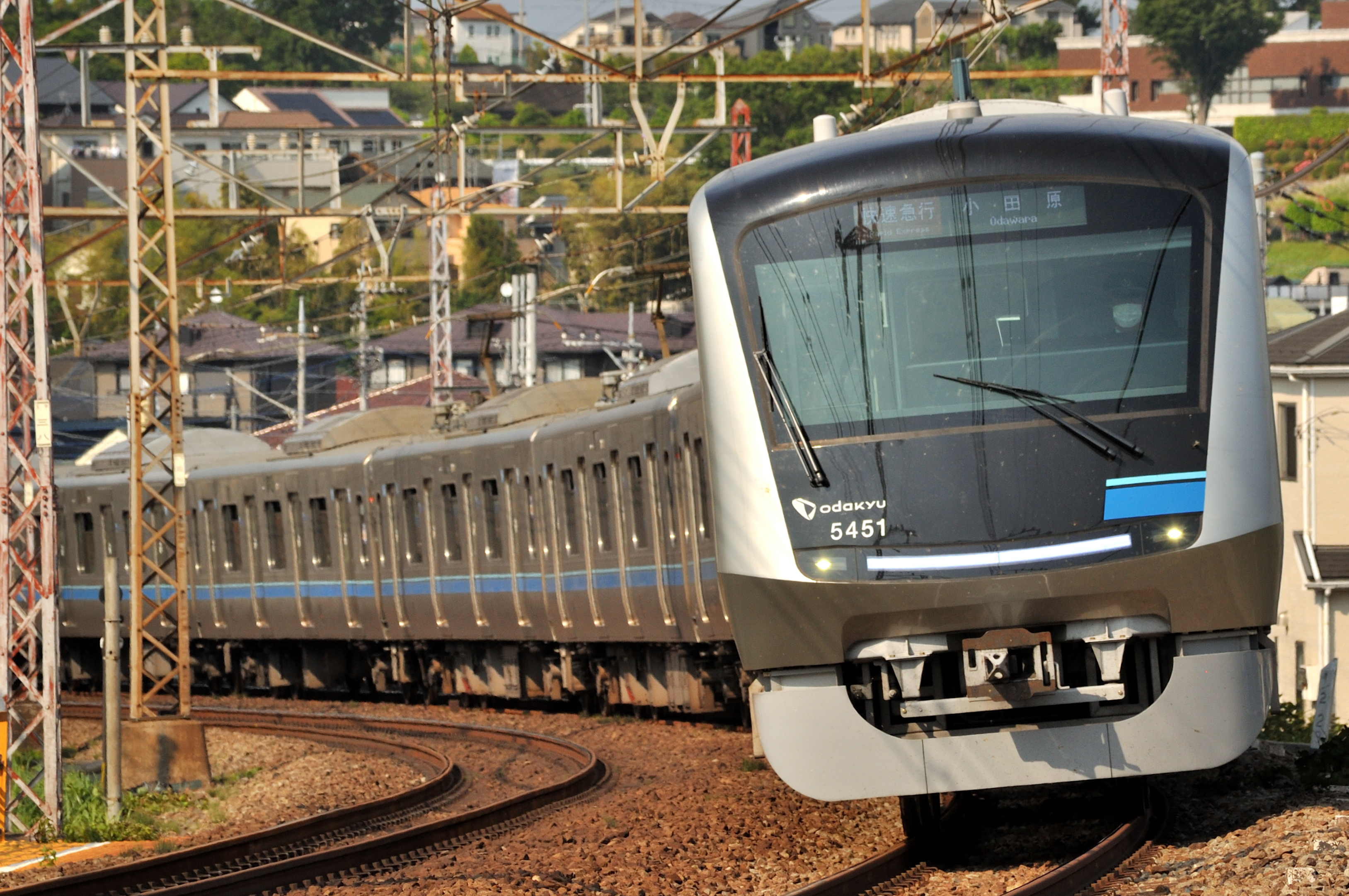
사건이 일어난 오다큐 전철 5000형 전동차

오다큐선 칼부림 사건(일본어: 小田急線刺傷事件)은 2021년 일본에서 일어난 무차별 흉기 난동 사건이다. 

## 개요
2020년 하계 올림픽이 열리고 있던 2021년 8월 6일 도쿄도 세타가야구에 위치한 오다큐 오다와라선 세이조가쿠엔마에역 부근을 지나던 오다큐 전철 신주쿠행 쾌속급행열차 안에서 한 남성이 주변 승객들에게 마구잡이로 흉기를 휘두르는 사건이 발생했고 이 사건으로 인해 승객 10명이 부상당했다.
칼부림 사건의 범인의 신원은 가나가와현 가와사키시에 거주하던 36세의 쓰시마 유스케(対馬悠介)로 밝혀졌고 정부 보조금에 의존하면서 살던 무직남이었다.

## 같이 보기
- 여성살해
- 묻지마 범죄